# 경수중학교 (서울)
경수중학교(京水中學校)는 대한민국 서울특별시 성동구 성수동2가에 있는 공립 중학교이다.

## 학교 연혁
- 1980년 12월 27일 : 문교부 학교 설립 인가
- 1981년 3월 1일 : 초대 장순영 교장 취임
- 1981년 3월 5일 : 제1회 입학식(16학급)
- 1981년 6월 10일 : 개교식
- 2006년 9월 19일 : 창조관 개관식
- 2020년 3월 1일 : 유강우 교장 취임
- 2023년 1월 5일 : 제40회 졸업식(5학급 97명) 졸업생 누계 18,760명
- 2023년 3월 2일 : 2023학년도 신입생 90명 입학

## 참고 자료
- 경수중학교 - 한국교육학술정보원 학교알리미